# Olympische Winterspiele 1960/Teilnehmer (Italien)
| Gelbes Symbol für Goldmedaillen mit stilisierten Olympischen Ringen | Graues Symbol für Silbermedaillen mit stilisierten Olympischen Ringen | Braundes Symbol für Bronzemedaillen mit stilisierten Olympischen Ringen |
| ------------------------------------------------------------------- | --------------------------------------------------------------------- | ----------------------------------------------------------------------- |
| —                                                                   | —                                                                     | 1                                                                       |

Italien nahm an den VIII. Olympischen Winterspielen 1960 im US-amerikanischen Squaw Valley Ski Resort mit einer Delegation von 28 Athleten in sechs Disziplinen teil, davon 21 Männer und 7 Frauen. Die einzige Medaille für Frankreich gewann Giuliana Chenal Minuzzo, die sich im Riesenslalom der Frauen Bronze sicherte.
Fahnenträger bei der Eröffnungsfeier war der alpine Skirennläufer Bruno Alberti.

## Teilnehmer nach Sportarten

### Eiskunstlauf
Frauen
- Anna Galmarini
8. Platz (1295,0)
- Carla Tichatschek
16. Platz (1201,1)

### Eisschnelllauf
Männer
- Renato De Riva
500 m: 39. Platz (44,1 s)
1500 m: 27. Platz (2:20,6 min)
5000 m: 26. Platz (8:32,4 min)
10.000 m: 14. Platz (16:45,7 min)
- Mario Gios
500 m: 32. Platz (43,3 s)
1500 m: 20. Platz (2:18,6 min)
5000 m: 16. Platz (8:20,3 min)
10.000 m: 18. Platz (17:06,3 min)
- Antonio Nitto
500 m: 36. Platz (43,7 s)
1500 m: 25. Platz (2:19,6 min)
5000 m: 31. Platz (8:40,4 min)

### Nordische Kombination
- Enzo Perin
Einzel (Normalschanze / 15 km): 14. Platz (432,290)

### Ski Alpin
Männer
- Bruno Alberti
Abfahrt: 6. Platz (2:09,1 min)
Riesenslalom: 5. Platz (1:50,1 min)
Slalom: 20. Platz (2:30,6 min)
- Felice De Nicolo
Abfahrt: 25. Platz (2:18,1 min)
- Paride Milianti
Abfahrt: 12. Platz (2:10,8 min)
Riesenslalom: 8. Platz (1:50,9 min)
Slalom: 8. Platz (2:14,4 min)
- Italo Pedroncelli
Abfahrt: 24. Platz (2:16,8 min)
Riesenslalom: 19. Platz (1:53,8 min)
Slalom: 11. Platz (2:19,7 min)
- Carlo Senoner
Riesenslalom: 17. Platz (1:53,1 min)
Slalom: 13. Platz (2:20,7 min)

Frauen
- Carla Marchelli
Abfahrt: 9. Platz (1:41,6 min)
Riesenslalom: 5. Platz (1:40,7 min)
Slalom: 15. Platz (2:02,9 min)
- Pia Riva
Abfahrt: 4. Platz (1:39,9 min)
Riesenslalom: 17. Platz (1:42,9 min)
- Jerta Schir
Abfahrt: 5. Platz (1:40,5 min)
Riesenslalom: 15. Platz (1:42,6 min)
Slalom: 20. Platz (2:06,2 min)
- Jolanda Schir
Abfahrt: 14. Platz (1:44,2 min)
Slalom: 35. Platz (2:28,1 min)
- Giuliana Chenal Minuzzo
Riesenslalom: Bronze  (1:40,2 min)
Slalom: 10. Platz (1:59,3 min)

### Skilanglauf
Männer
- Marcello De Dorigo
15 km: 9. Platz (52:53,5 min)
4 × 10 km Staffel: 5. Platz (2:22:32,5 h)
- Giulio Deflorian
15 km: 14. Platz (53:24,1 min)
30 km: 11. Platz (1:56:40,6 h)
4 × 10 km Staffel: 5. Platz (2:22:32,5 h)
- Pompeo Fattor
15 km: 19. Platz (54:31,1 min)
30 km: 14. Platz (1:57:40,5 h)
4 × 10 km Staffel: 5. Platz (2:22:32,5 h)
- Giuseppe Steiner
15 km: 20. Platz (54:42,3 min)
30 km: Rennen nicht beendet
4 × 10 km Staffel: 5. Platz (2:22:32,5 h)
- Ottavio Compagnoni
30 km: 17. Platz (1:58:55,0 h)
- Alfredo Dibona
50 km: 25. Platz (3:33:31,6 h)
- Federico Deflorian
50 km: 16. Platz (3:16:23,6 h)
- Antonio Schenatti
50 km: 21. Platz (3:26:32,2 h)
- Livio Stuffer
50 km: 18. Platz (3:20:43,4 h)

### Skispringen
- Dino De Zordo
Normalschanze: 24. Platz (198,8)
- Luigi Pennacchio
Normalschanze: 39. Platz (171,2)
- Enzo Perin
Normalschanze: 37. Platz (181,6)
- Nilo Zandanel
Normalschanze: 36. Platz (184,8)